# Weinmannia ouaiemensis
Weinmannia ouaiemensis é uma espécie de planta da família Cunoniaceae.
É endémica da Nova Caledónia.